# Ponza Grande
Il monte Ponza Grande  (in sloveno: Visoka Ponca) con 2.275 m s.l.m. è una cima della Catena Mangart-Jalovec. Si trova sul confine tra l'Italia e la Slovenia.